# آصف الدولة
حَضْرَةُ الْجَلِيلِ رُكْنُ الدَّوْلَةِ وَعِمَادُ الْمَمْلَكَةِ مَدَارُ الْحِمَى وَوَزِيرُ مَمَالِكِ الْهِنْدُسْتَانِ الْجَارُ الْوَفِيُّ وَالْبَطَلُ الضِّرْغَامُ رُسْتَمُ الْهِنْدِ وَعُمْدَةُ الْمُلْكِ النَّوَّابُ الْجَلِيلُ غِيَاثُ الْحَرْبِ وَسِپَهْسَالَارُ الْجُيُوشِ سَلِيلُ الْمَجْدِ وَمَصْدَرُ الْعَدْلِ وَالسُّؤْدَدِ مُحَمَّدٌ يَحْيَى مِيرْزَا أَمِينِي آصِفُ الدَّوْلَةِ خَان بَهَادُر بْنُ جَلَالِ الدِّينِ حَيْدَر شُجَاعِ الدَّوْلَةِ النَّيْشَابُورِيِّ الْقَرَهْ قُيُونْلُوِيِّ (بالهندستانيَّة: حَضرَةُ‌الجَلِيلِ رُكنُ‌الدَّولَہ عِمَادُ المَملَكَہ مَدَارُ الحِمَى وَزِيرُ مَمَالِكِ هِندُوستَانِ جَارُ وفادار وَالْبَطَلُ الضِّرغَامُ رُستَمُ‌هِندِ وَعُمدةُ‌المُلكِ النَّوَّابُ‌الجَلِيل غِيَاثُ جنگ وَسِپَہسَالَار الجُيُوشِ سَلِيلُ المَجدِ وَمَصدَرُ الْعَدلِ وَالسُّؤدَدِ مُحَمَّد يَحیى مرزَا أَمِينِي آصِف الدَّولہ خَان بَہادُر بنُ جَلَال‌الدِّينِ حَيدَر شُجَاعِ‌الدَّوْلَہ نيشَاپورِيِّ قَرَاقُويُونلُوِيِّ، وبالفارسيَّة: حَضرَةُ‌الجَلِيلِ رُكنُ‌الدَّولَه عِمَادُ المَملَكَه مَدَارُ الحِمَى وَزِيرُ مَمَالِكِ هِندُوستَانِ جَارُ وفادار وَالْبَطَلُ الضِّرغَامُ رُستَمُ‌هِندِ وَعُمدةُ‌المُلک النَّوَّابُ‌الجَلِيل غِيَاثُ جنگ وَسِپَهسَالَار الجُيُوشِ سَلِيلُ المَجدِ وَمَصدَرُ الْعَدلِ وَالسُّؤدَدِ مُحَمَّد يَحیى ميرزَا أَمِينِي آصِف الدَّوله خَان بَهادُر بنُ جَلَال‌الدِّينِ حَيدَر شُجَاعِ‌الدَّوْلَه نيشَاپورِيِّ قَرَاقُويُونلُوِيِّ) (29 رمضان 1161هـ المُوافق فِيه 23 أيلول (سبتمبر) 1748م - 29 ربيع الأوَّل 1212هـ المُوافق فيه 21 أيلول (سبتمبر) 1797م) معروف اختصارًا بِـ«آصف الدولة» أو «ميرزا يحيى أميني»، هو من ملوك الهند ورابع نواب أوده، حكم البلاد من سنة 1188هـ المُوافقة لِسنة 1775م إلى سنة 1212هـ المُوافقة لِسنة 1797م. بلغت الدَّولة في عهده أقصى درجات الكمال والازدهار حتى أصبحت عاصمتُها لكهنؤ منارًا لِلعلم والأدب والثَّقافة، كما كان راعيًا عظيمًا لِلفن، قادته طُموحاته للارتقاء بالبلاد حتى استحقَّت أن تكون «أعجُوبة معماريَّة»، كما كان شاعرًا كتب أشعاره باللُّغتين الهندُستانيَّة والفارسيَّة.
وُلد سنة 1161هـ المُوافقة لِسنة 1748م لِثالث مُلُوك الدولة الأودهيَّة «أبو المنصور شُجاع الدولة» والملكة «أمة الزهراء بيگُم» وجلس على تخت المُلك عقب وفاة أبيه وكان لهُ من العُمر ستٌ وعشرون عامًا. شهد مطلع عهده اضطراباتٍ وصراعاتٍ عدَّة أهمُّها تمرُّدات الأُمراء ومُعارضة بعض القادة وقد كان وزيرُه «مُختار الدولة» من ضحايا تلكُمُ الصراعات إلَّا أن صبر آصف كان كفيلًا بِإخماد نيران التمرُّد، ولمَّا دانت له مقادير المُلك وأرسى أركان سُلطته عمد إلى إصلاح الحُكُومة والجيش فَأقام نظامًا إداريًا جديدًا وعيَّن النُّبلاء والقادة الثقات في بلاطه وحكومته. تُعدُّ فترة حُكم آصف الدولة مرحلة مهمة في تاريخ العمارة الإسلاميَّة والهنديَّة إذ شيد الكثير من المعالم التي تُعتبَر أعجُوبةً معماريَّةً وخاصةً في عاصمته «لكهنؤ» التي لا تزال شاهدةً على حُكمه المُزدهر في الهند.
عُرف النوَّاب «محمد آصف الدولة» بِجُوده وكرمه وإحسانه للرعيَّة وتحري حُسن الحال فيها وبِكونه راعيًا عظيمًا لِلفُنُون والثَّقافة ومُحبًا لِلعُلماء والأُدباء والشُّعراء وقد كان نفسُهُ شاعرًا كتب أشعاره باللُّغتين الهندُستانيَّة والفارسيَّة. كان من أشهر ما روي عن عهده هو تشييده «الحسينية الكبرى» أو «الحسينية الآصفية» في لكهنؤ عندما أصابت مجاعةٌ البلاد فأراد الملك أن يُبعد عن شعبه أهوال المُصيبة ويهبهم فُرص العمل فأمر بِبناء الحُسينيَّة سالِفة الذِّكر وعيَّن آلاف العُمَّال والمُهندسين والنُبلاء في دولته ليُخفف أثر المجاعة عليهم؛ وتُعتبر اليوم الحُسينيةَّ الآصفيَّة جوهرةً معماريَّةً فريدةً وثاني أكبر حُسينيَّة في العالم. كما أمر بتشييد العديد من المباني الأثريَّة الأُخرى منها «قيصرباغ» و«البوابة التركية». تُوفي آصف الدولة في 29 ربيع الأوَّل 1212هـ المُوافق فيه 21 أيلول (سبتمبر) 1797م ودُفن في الحٌسينيَّة الآصفيَّة في لكهنؤ وقد عُرف بعد وفاته بِلقب «عدن مقام» ومعناه «المُقيم في جنة عدن».

## حياته
تولى الحكم بعمر 26 عامًا بعد وفاة أبيه شجاع الدولة عام 1775، ونقل عاصمة الدولة إلى فيض آباد، كما ساعدته الحكومة البريطانية في إدارة ملكه.
كان دخله السنوي كثيراً جدًا، وكام ينفقه على مصالحه الشخصية، وفي منافع الناس، وعلى الغرباء والمساكين وذوي رحمه، وكانت ألبسته مألوفة لا تكلف فيها.
توفي في 21 سبتمبر 1797 ودفن في الحسينية الآصفية التي شيدها في لكهنؤ، خلفه في الحكم أبنه بالتبني آصف جاه ميرزا.

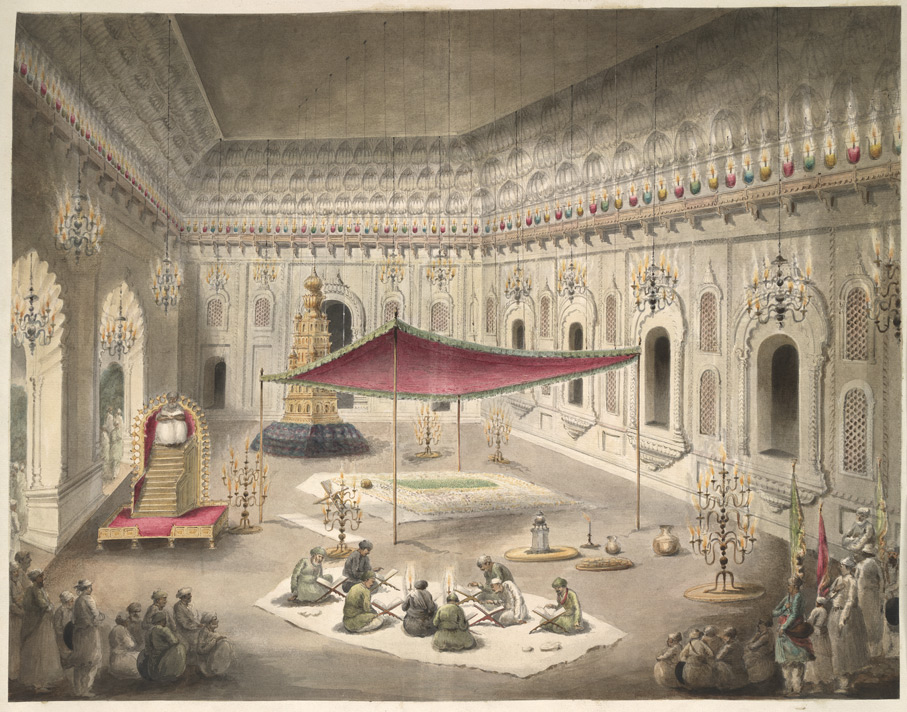
قبر آصف الدولة

## آثاره
- بناؤه رباطًا في لكهنو لزائري مشاهد الأئمة في العراق، ولهذا الرباط أوقاف كثيرة.
- حفره النهر المعروف بالهندية في أطراف الحلة لنقل الماء إلى النجف، ولهذا النهر في الوقت الحاضر أهمية للأمور الزراعية في العراق.
- تشييده دارا كبيرة مهمة بقرب داره يقام فيها عزاء الإمام الحسين بن علي شهيد كربلاء، ودفن فيها، وعرفت بالحسينية الآصفية.
- أبنيته العالية في اكبر آباد وشاه جهان آباد (وكلاهما من تخوم الهند)، ومنها بوابة رومي دروزة.
- كانت له خزانة كتب نفيسة فيها كتب خط عربية وفارسية في العلوم القديمة والعصرية وكان عدد كتبها مائة وخمسة وعشرين كتابا منها سبعمائة كتاب بخطوط مصنفيها.[2][3][9]

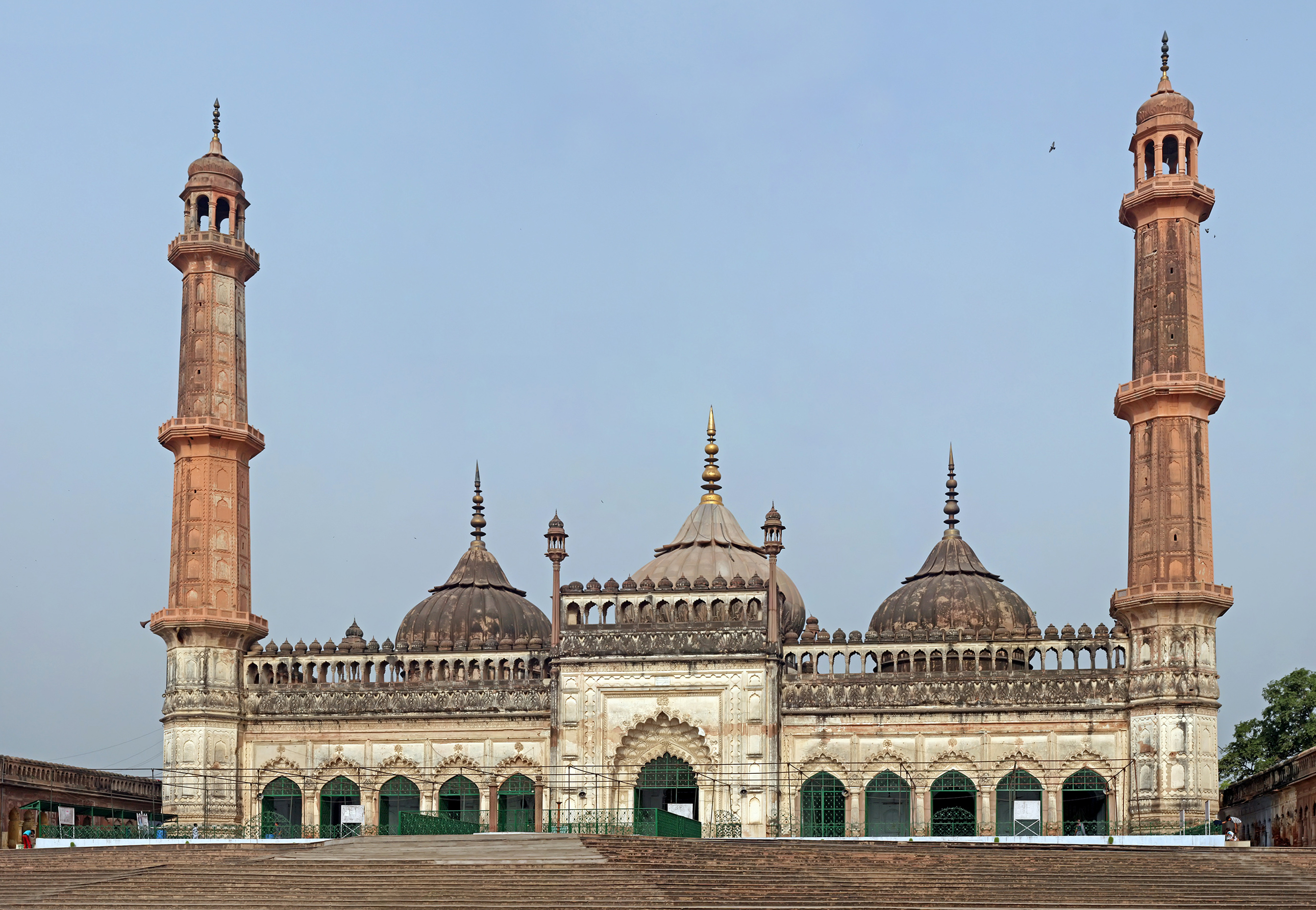
مسجد وحسينية الآصفية

## حواشٍ
- ^ أ: لم يكُن «وزير علي خان» ابنًا بالولادة للنواب آصف الدولة إنَّما كان ابن اخته فَتكفَّله آصف الدولة ورعاه ونشأ في كنفه حتَّى دانت لوزير علي خان مقادير المُلك عقب وفاة مُحمَّد آصف الدولة الذي لم يكُن له أبناء من صُلبه.

## انظُر أيضًا
- الحسينية الآصفية
- وزير علي خان
- تاريخ الشيعة في شبه القارة الهندية